# Hypsibius thaleri
Hypsibius thaleri är en djurart som tillhör fylumet trögkrypare, och som beskrevs av Hieronymus Dastych 2004. Hypsibius thaleri ingår i släktet Hypsibius och familjen Hypsibiidae. Inga underarter finns listade i Catalogue of Life.